# Dongtu
Dongtu (kinesiska: 东图, 东图乡) är en socken i Kina. Den ligger i provinsen Zhejiang, i den östra delen av landet, omkring 52 kilometer sydväst om provinshuvudstaden Hangzhou.
Genomsnittlig årsnederbörd är 2 207 millimeter. Den regnigaste månaden är juni, med i genomsnitt 474 mm nederbörd, och den torraste är januari, med 82 mm nederbörd.